# Nomada quadrifasciata
Nomada quadrifasciata är en biart som beskrevs av Schwarz 1981. Nomada quadrifasciata ingår i släktet gökbin, och familjen långtungebin. Inga underarter finns listade i Catalogue of Life.